# داراکسان
داراکسان (به لاتین: Daraksan) یک کوه در کره جنوبی است که در کره جنوبی واقع شده‌است. داراکسان ۱٬۰۱۸ متر بالاتر از سطح دریا واقع شده‌است.